# Requiem pour un champion (film, 1962)
Pour les articles homonymes, voir Requiem pour un champion.
Pour plus de détails, voir Fiche technique et Distribution.
Requiem pour un champion (titre original : Requiem for a Heavyweight) est un film américain de Ralph Nelson sorti en 1962.

## Synopsis
Après avoir été mis K.O. par Cassius Clay, le boxeur poids lourd Louis Rivera doit raccrocher aux gants en raison d'une grave blessure à l'œil. Aidé de son soigneur Army, il se lance à la recherche d'un travail. Il rencontre alors une assistante sociale qui se prend d'affection pour lui et qui lui propose de devenir moniteur dans un camp de vacances. Mais la situation s'avère difficile lorsque son entraîneur, qui est criblé de dettes, le pousse à se convertir en catcheur.

## Fiche technique
- Titre original : Requiem for a Heavyweight
- Réalisation : Ralph Nelson
- Scénario : Rod Serling
- Directeur de la photographie : Arthur J. Ornitz
- Montage : Carl Lerner
- Musique : Laurence Rosenthal
- Costumes : John Boxer
- Décors : Burr Smith
- Production : David Susskind
- Genre : drame
- Pays :  États-Unis
- Durée : 86 minutes
- Dates de sortie :
  - États-Unis : 16 octobre 1962 (New York)
  - France : 12 avril 1963, 14 mai 2002 (sortie DVD)

## Distribution
Note : La version française indiquée ci-dessous provient d'un doublage effectué dans les Années 2000.
- Anthony Quinn (VF : José Luccioni) : Louis « Mountain » Rivera
- Jackie Gleason (VF : Robert Darmel) : Maish Rennick
- Mickey Rooney (VF : Daniel Lafourcade) : Army
- Julie Harris (VF : Anne Kerylen) : Grace Miller
- Stan Adams : Perelli
- Madame Spivy : Ma Greeny
- Val Avery : le promoteur du jeune boxeur
- Herbie Faye : Charlie, le barman
- Jack Dempsey : lui-même